# 蒙加瓜
蒙加瓜是巴西圣保罗州的一个市镇。总面积143.171平方公里，总人口44087人，人口密度307.9人/平方公里。